# Patrick Sheane Duncan
Patrick Sheane Duncan, talvolta indicato come Patrick Duncan (1947), è uno sceneggiatore e regista statunitense.

## Filmografia

### Sceneggiatore
- Le ragazze della spiaggia (The Beach Girls), regia di Bud Townsend (1982)
- Una casa tutta per noi (A Home of Our Own), regia di Tony Bill (1993)
- Minuti contati (Nick of Time), regia di John Badham (1995)
- Goodbye Mr. Holland (Mr. Holland's Opus), regia di Stephen Herek (1995)
- Il coraggio della verità (Courage Under Fire), regia di Edward Zwick (1996)
- Little Red Wagon, regia di David Anspaugh (2012)

### Regista e sceneggiatore
- 84 Charlie Mopic (1989)
- The Pornographer (1994)